# Saharis
 (mars 2021).
La mise en forme du texte ne suit pas les recommandations de Wikipédia : il faut le « wikifier ».
Les points d'amélioration suivants sont les cas les plus fréquents. Le détail des points à revoir est peut-être précisé sur la page de discussion.
- Les titres sont pré-formatés par le logiciel. Ils ne sont ni en capitales, ni en gras.
- Le texte ne doit pas être écrit en capitales (les noms de famille non plus), ni en gras, ni en italique, ni en « petit »…
- Le gras n'est utilisé que pour surligner le titre de l'article dans l'introduction, une seule fois.
- L'italique est rarement utilisé : mots en langue étrangère, titres d'œuvres, noms de bateaux, etc.
- Les citations ne sont pas en italique mais en corps de texte normal. Elles sont entourées par des guillemets français : « et ».
- Les listes à puces sont à éviter, des paragraphes rédigés étant largement préférés. Les tableaux sont à réserver à la présentation de données structurées (résultats, etc.).
- Les appels de note de bas de page (petits chiffres en exposant, introduits par l'outil «  Source ») sont à placer entre la fin de phrase et le point final[comme ça].
- Les liens internes (vers d'autres articles de Wikipédia) sont à choisir avec parcimonie. Créez des liens vers des articles approfondissant le sujet. Les termes génériques sans rapport avec le sujet sont à éviter, ainsi que les répétitions de liens vers un même terme.
- Les liens externes sont à placer uniquement dans une section « Liens externes », à la fin de l'article. Ces liens sont à choisir avec parcimonie suivant les règles définies. Si un lien sert de source à l'article, son insertion dans le texte est à faire par les notes de bas de page.
- La présentation des références doit suivre les conventions bibliographiques. Il est recommandé d'utiliser les modèles {{Ouvrage}}, {{Chapitre}}, {{Article}}, {{Lien web}} et/ou {{Bibliographie}}. Le mode d'édition visuel peut mettre en forme automatiquement les références.
- Insérer une infobox (cadre d'informations à droite) n'est pas obligatoire pour parachever la mise en page.

Pour une aide détaillée, merci de consulter Aide:Wikification.
Si vous pensez que ces points ont été résolus, vous pouvez retirer ce bandeau et améliorer la mise en forme d'un autre article.
 (mars 2021).
La tribu des Saharis, branche de la tribu hilalienne des  Aroua ( ou Nader), elle-même branche de la tribu Zughba du peuple des Banu Hilal, est une tribu d'origine arabe provenant du Hedjaz, province d'Arabie, qui s'est installée au 13e siècle dans le djebel de Mechentel (actuel djebel Saharis) en Algérie au Maghreb et vivant parmi le peuple Chaouis. Cette tribu d'origine arabe a grandement participé, aux côtés du reste des Hilaliens à l'arabisation du Maghreb, en particulier l'Ifriqiya et a combattu de nombreuses dynasties berbères comme celles des Zirides et des Almohades.

## Géographie
Actuellement, la tribu des Saharis est répartie sur un certain nombre de territoires de l'Algérie actuelle parmi lesquels la chaîne de montagne portant leur nom, djebel Saharis, le Titteri, et enfin le Zibans, où elle se concentre notamment dans la wilaya de Batna en Algérie. Elle y est divisée en trois douars:
- Bitam (environ 4 500 habitants) rallié à la commune mixte de Barika
- El Outaya (environ 1 500 habitants) rallié à la commune mixte d'Ain Touta
- El Kantara (environ 3 400 habitants) rallié à la commune mixte d'Ain Touta

Ces trois communautés sont situées en bordure des Aurès, territoire ancestral du peuple Amazigh des Chaouis. La tribu des Saharis est musulmane de la branche du sunnisme.

Bitam dans la wilaya de Batna
El Outaya
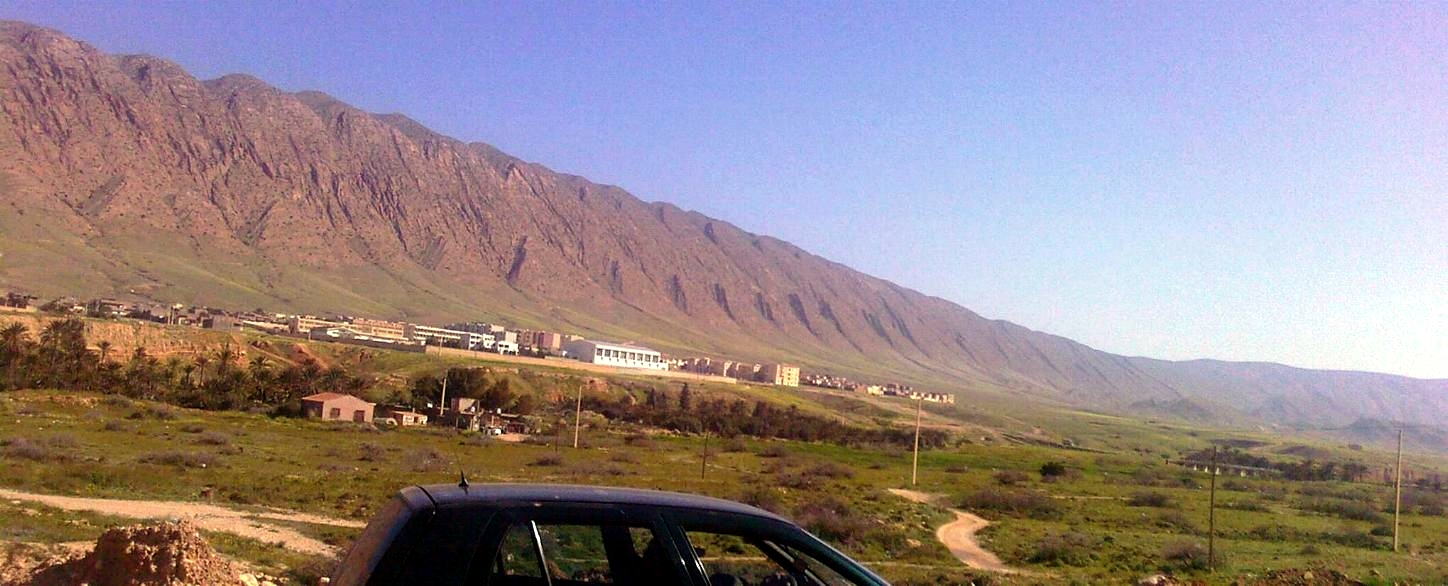
El Kantara
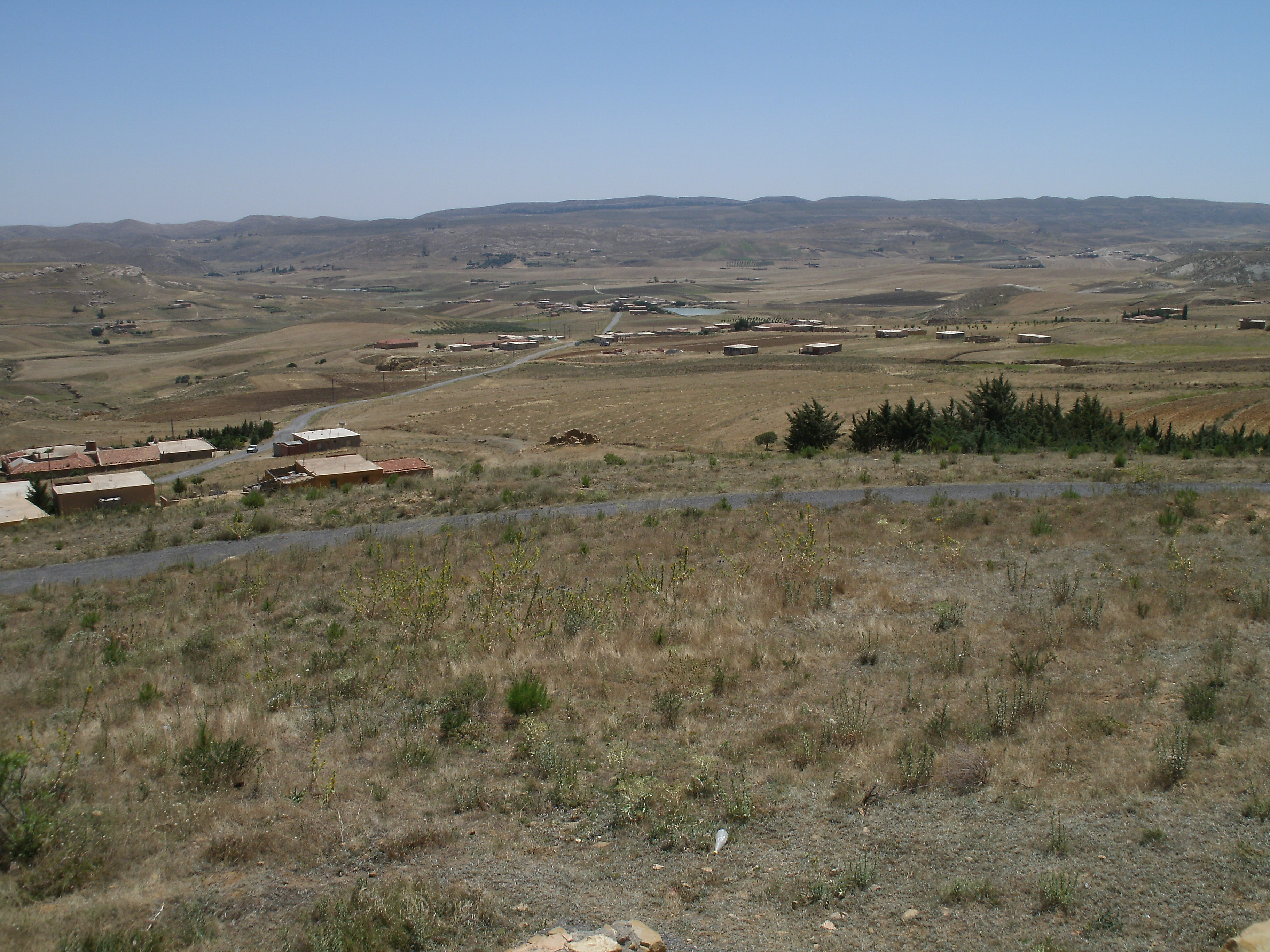
Paysage du Titteri
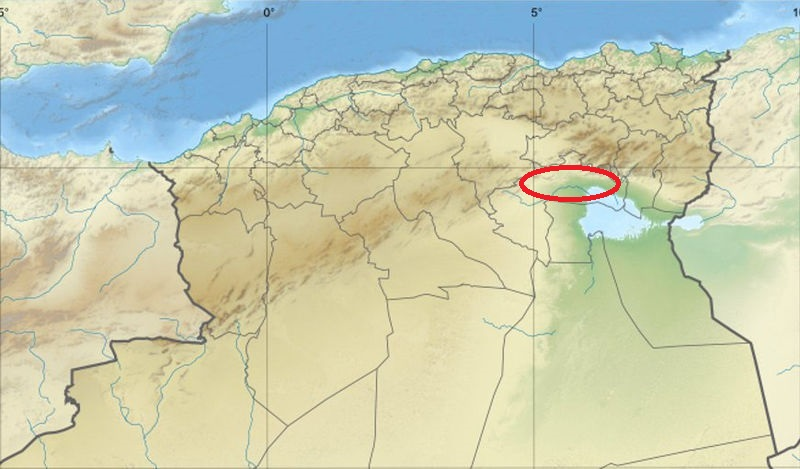
Localisation de la région des Zibans

## Origine
Les Saharis ont pour origine la tribu Aroua, elle-même fraction de la tribus Zughba du peuple des Hilaliens aussi appelés Banu Hilal qui vivaient en actuelle Arabie saoudite dans la province du Hedjaz, située entre La Mecque et Médine et sur le mont Ghazwan près de Tayf non loin de leurs alliés et cousins, le peuple des Banu Sulaym qui de leur côté, s'étaient installés aux environs de Médine. Selon le peu d'informations récoltées sur les raisons de leur envoi en Égypte, les Banu Hilal et les Banu Soulaym commencèrent à être redoutés pour leurs nombreux pillages contre les caravanes passant entre les villes saintes, il est même dit que les Banu Sulaym s'en prirent à des pèlerins venus visiter les lieux saints, afin de leur voler leurs biens. Par la suite, les deux peuples s'allièrent aux Qarmates, mouvement révolutionnaire chiite dans les provinces du Bahreïn et d'Oman, qui se lança en guerre contre l'empire Fatimide. Ils prirent notamment part au sac de La Mecque en 930. Finalement, le  7éme calife fatimide Nizar Al-Azziz Billah enleva ces villes aux Qarmates et les repoussa dans le Bahreïn, déportant ensuite les alliés de ceux-ci, les Hilaliens et les Banu Soulaym, les ralliant à sa cause, dans le Saïd en Haute-Égypte, sur la rive orientale du Nil. Quelques dizaines d'années plus tard, lassés des pillages menés par leurs remuants voisins, les Égyptiens, sous la direction du 8e calife fatimide, Al-Mustansir Billah envoyèrent les deux peuples en Ifriqiya au Maghreb, où la dynastie des Berbères Zirides et leur chef, Al-Muizz ben Badis, autrefois fidèles aux chiites Fatimides, se déclarèrent sunnites, renièrent leur serment d’allégeance pour le tourner ver l'émirat Abbasside et perpétrèrent d'effroyables massacres de chiites dans tout le Maghreb en 1048. De cette manière, les fatimides pourraient se débarrasser d'eux tout en se vengeant des Zirides. On dit qu'en tout, ce furent 50 000 guerriers et 200 000 bédouins arabes qui furent envoyés à la conquête du Maghreb. Les Arabes vainquirent les armées berbères une première fois puis en massacrèrent plus de 1300 à la bataille de Haydarân en 1052 où les Berbères sont trahis par leurs alliés et doivent fuir vers Kairouan qui tombe à son tour aux mains des Arabes après cinq ans de siège en 1057. Puis en 1058, une coalition des Banu-hilal et des Hammadidies décapite le chef des Berbères à Abou Soda. Durant les années qui suivirent, les Hilaliens devinrent sunnites, prospérèrent en maîtres de l'Ifriqiya et combattirent les dynasties Hafsides, Zirides, Hammadides et Almohades jusqu'au 27 avril 1153 à la bataille de Sétif où 60 000 Hilaliens sont mis en déroute par 30 000 Almohades menés par leur chef, Abdul-Mu'min, le premier calife de la dynastie Almohade. Après cette défaite, d'autres tribus en profiteront pour les harceler de tous les côtés. Après ces événements, bien que gardant un statut important au Maghreb et  que certains d'entre eux se distinguent, notamment la tribu Riah à la bataille d'Alarcos en 1195 en Espagne, les Hilaliens ne récupèrent jamais leur puissance perdue et ne furent plus nommés par ce nom, se divisant définitivement en plusieurs tribus dispersées entre le Maroc et la Libye. L'histoire des Banu Hilal et Banu Soulaym est relatée dans l'immense Taghribat Bani Hilal (l'épopée hilalienne) racontée dans toute l'Égypte et bien plus loin encore.

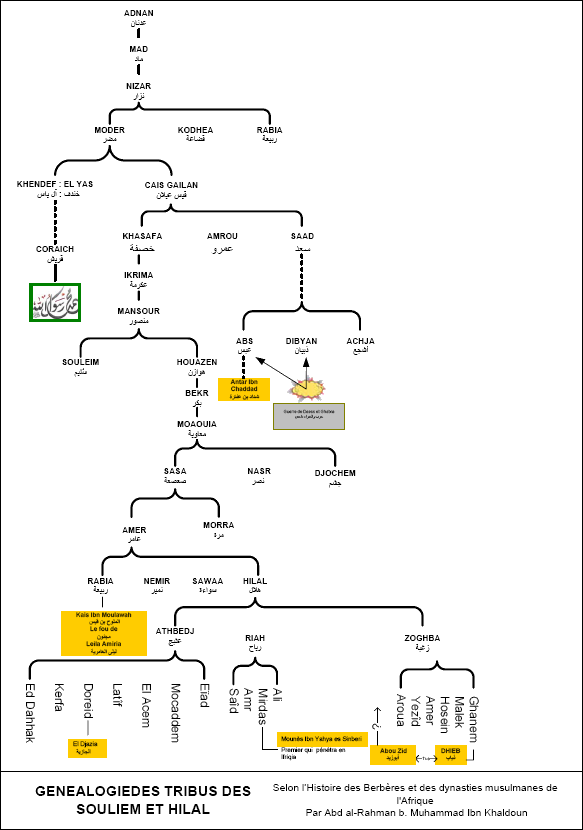
Voici la lignée des Banu Hilal, ancêtres de la tribu Saharis
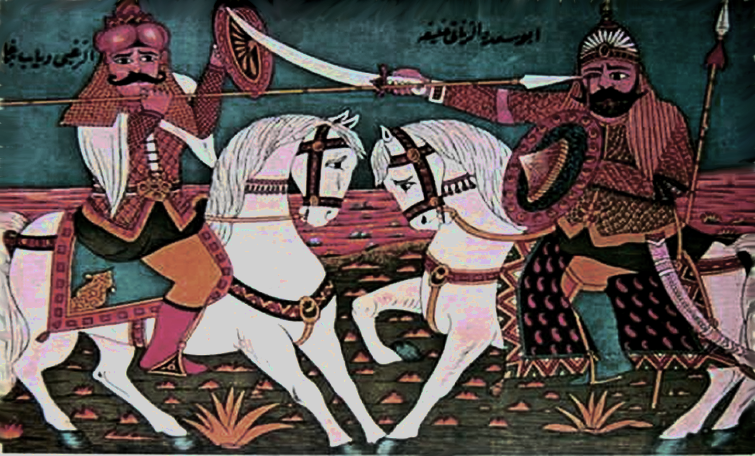
Illustration du taghribat Banu Hilal, plus vraisemblablement la bataille d'Hayredan

## Histoire

### Installation au Maghreb
Selon la légende, les Saharis étaient présents en Égypte avant le reste de leur peuple et en furent chassés par les Égyptiens, accusés d'avoir pratiqué de la magie (sihr) pour ensorceler le roi d'Égypte, Firaoun ben Maacem. L'autre version nous dit que c'est le calife fatimide Al-Mustansir Billah  qui chassa les Saharis  aux côtés des autres Hilaliens, à la conquête du Maghreb jusqu'à la défaite de Sétif en 1153 qui amena à la dispersion des Hilaliens entre l'Égypte et l'océan Atlantique. Il est dit que les Saharis s'établirent dans le djebel Saharis au 13e siècle où ils asservirent les Sindjas, des berbères Zénètes. La suite de leur histoire nous est ici connue grâce au travail de l'interprète militaire Arnaud, qui dans l'une des revues africaines publiées en 1864, a rédigé une notice sur les Saharis.  Ils combattirent ainsi d'autres tribus arabes comme les Ouled Sahnoun pendant longtemps, établissant leur domination dans tout le sud de Barika et dans presque toute l'actuelle wilaya de Biskra. Il dominèrent le territoire pendant des siècles, jusqu'à ce qu'une puissante confédération de tribus, les Ouled Naïl , profitant d'une révolte parmi les vassaux des Saharis, en profitent pour les vaincre. Les Saharis se divisèrent alors:
- Les Ouled Younes(du nom de leur chef, Ouled Younes ben Atya, ils furent surnommés par la suite les Ataya) décidèrent de rester sur leurs terres sous la domination des Ouled Naïl.
- Les Ouled Brahim, partirent s'installer dans l'actuel djebel Zemzach, à l'est de Hassi Bahbah.
- Les Ouled Ali, eux, se dispersent dans le Ziban, le Titerri et vers Bousaada.

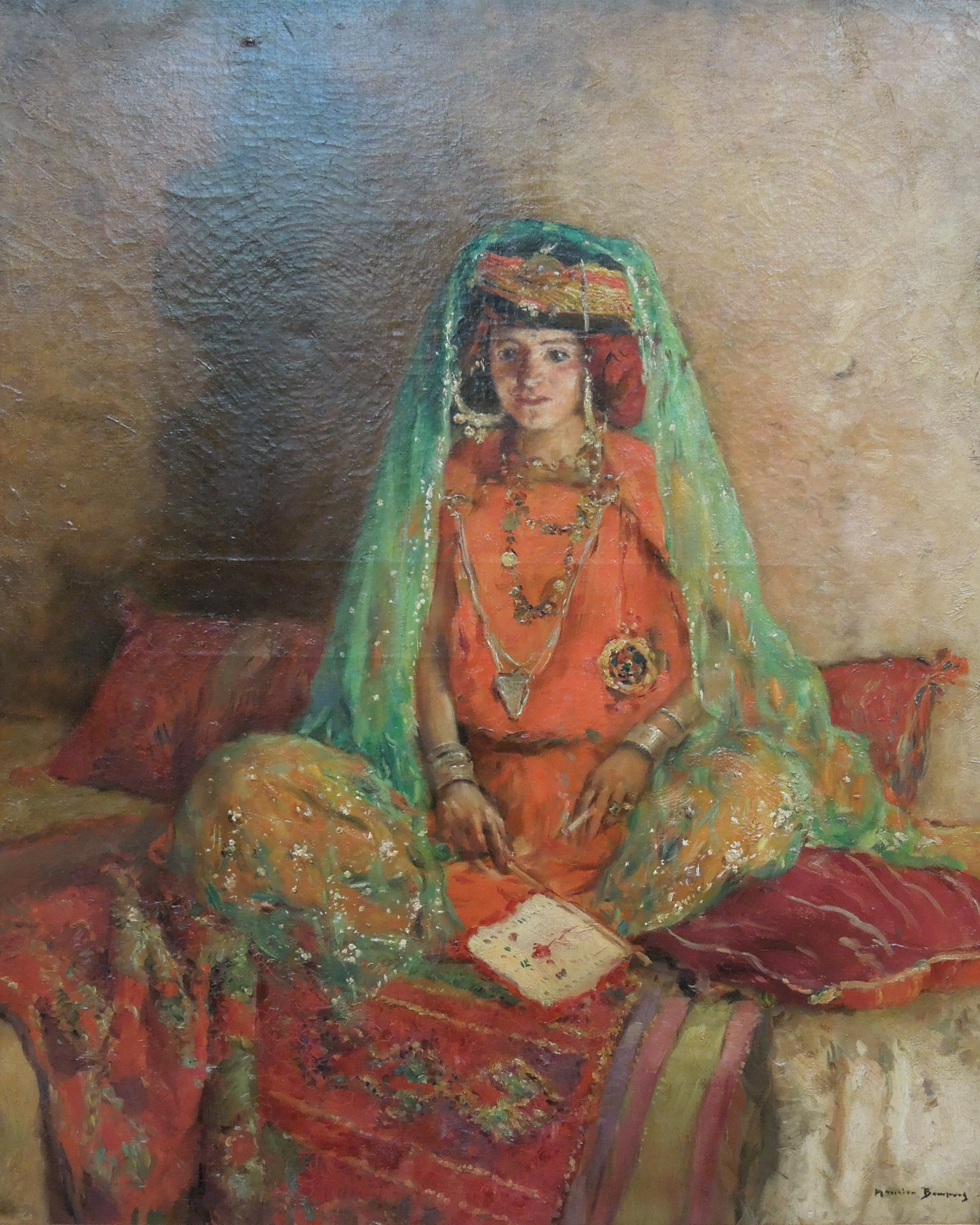
Portrait d'une femme de la tribu des Ouled Naïl de Souskra

### Les Saharis au19eet20esiècle: les conflits avec les Ouled Ziane
Les Saharis finirent par s'installer aux trois douars qu'on leur connaît aujourd'hui. Il est dit qu'ils participèrent avec les Beys de Constantine, à la guerre contre les Ouled Seguen et les affrontèrent au mont Bouarif, affrontement qui se résolut par un repli des deux armées après plusieurs morts dans les deux camps.
Les Saharis (en particulier les gens de Bitam) eurent pour plus grands ennemis pendant des siècles, la tribu des Ouled Ziane. Leurs inimitiés étaient dues à une dispute  concernant le territoire du Daya, plaine fertile, située entre Bitam et les monts Chechar, fief des Ouled Ziane. En 1866, alors que les Français avaient conquis la région, le sénatus-consulte, trancha leur différend et accorda un droit prioritaire aux Ouled Ziane sur le Daya en 1866, au détriment des Bitamis qui refusèrent le traité et continuèrent à cultiver les terres du Daya en toute illégalité. Leur conflit fut exacerbé par le combat que se menèrent les deux confédérations de tribus, les Bouakkaz et les Ben Gana. En 1871, alors que la France avait vaincu la régence d'Alger, conquis l’Algérie et soumis les tribus arabes, les Saharis, sous la direction de Mohamed Benhenni, prêtèrent allégeance aux Bouakkàz et assiégèrent le bordj du caïd des Ben Gana le 30 mars 1871. Il ne purent pas prendre le fief, mais pillèrent le caravansérail. En représailles, les Ben Gana rallièrent les Ouled Ziane, formèrent une colonne de mille hommes, assiégèrent El Outaya, le siège du caïd Bouakkaz, le 3 avril 1871 et razzièrent les Saharis. Dans les années qui suivirent, les Ouled Ziane et les Saharis se disputèrent sans arrêt la domination du Daya, à coups de règlements de compte et de pillages mutuels jusqu'en 1916 où leur conflit prit un tournant dramatique. Durant cette année, les Bitamis participèrent à la révolte des Aurès qui fut matée lorsque les Chaouis attaquèrent Barika et furent mis en déroute par les troupes françaises. Le 22 mars, les Ouled Ziane, envoyèrent leurs troupeaux brouter les champs des Bitamis. Les propriétaires, lésés, firent courir le bruit que les Ouled Ziane leur avaient volé 1200 moutons, à la suite de quoi les Bitamis partirent se venger des prétendus voleurs. À leur vue près d'un de leurs campements, plusieurs Ouled Ziane prirent la fuite, prônant parmi leur tribu que les Bitamis avaient tué deux des leurs. Les Ouled Ziane attaquèrent alors une caravane où se trouvaient deux hommes de Bitam qu'ils tuèrent. L'État français jugea l'affaire classée sans suite. En juin 1916, les Saharis se vengèrent en attaquant un groupe de huit Ouled Ziane, qui s'étaient stationnés près de la fontaine aux Gazelles et en tuèrent deux qu'ils décapitèrent (leurs têtes ne furent jamais retrouvées et l'affaire fut elle aussi classée sans suite). Le 25 janvier 1917, le sous-préfet de Batna trancha la question. Il sépara le Daya par une ligne transversale du nord-est au sud-ouest, réglant le litige, bien qu'encore aujourd'hui, des inimités persistent. Des rumeurs font toujours état de plusieurs meurtres et vendettas, en particulier dans les années 50-60-70, profitant de la guerre d'indépendance et des guerres civiles pour s'entretuer et durèrent encore jusqu'à nos jours.
Aujourd'hui, les Saharis existent encore, sous la république indépendante d'Algérie, parmi le peuple Chaouis et demeurent une tribu unie et au glorieux passé.

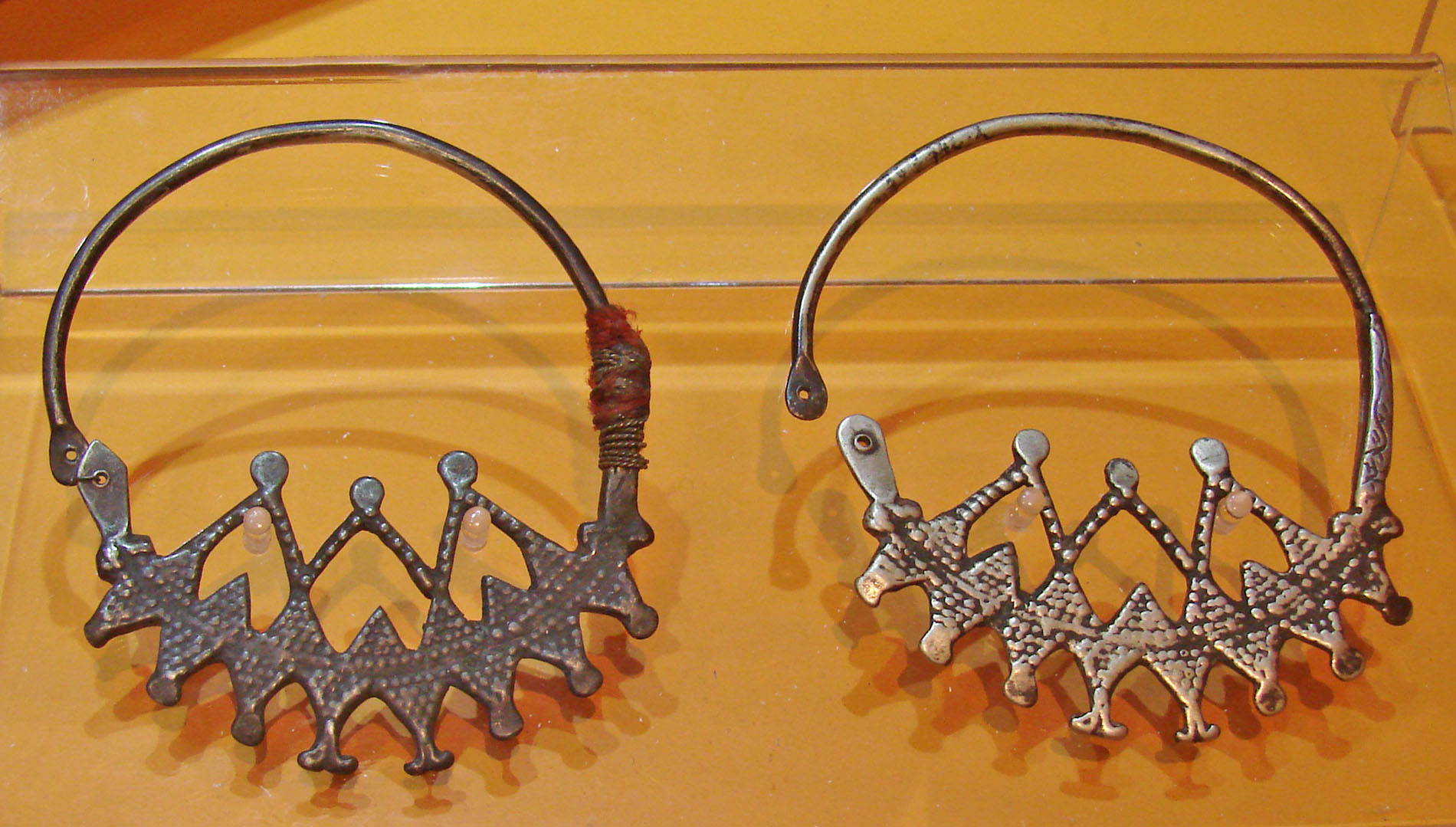
Bijoux chaouis de Batna